# État de Bastar
XVe siècle – 1948
Entités précédentes :
- Raj britannique

Entités suivantes :
- Inde

Bastar est un ancien État princier des Indes aujourd'hui intégré au Chhattisgarh.

## Dirigeants: Râja puis Mahârâja
- Râja
  - 1819? : Mahipal Deo
  - 1829? - 1853 : Bhopal Deo
  - 1853 - 1891 : Bhairam Deo (1839-1891)
  - 1891 - 1921 : Rudra Pratap Deo (1885-1921)
  - 1922 - 1936 : Râni Prafulla Kumari Devi (1910-1936)
- Mahârâja
  - 1936 - 1948 : Pravir Chandra Deo (en) (1929-1966)